# 卡尔·迪特里希·布拉赫
卡尔·迪特里希·布拉赫（1922年3月13日—2016年9月19日）是德国政治科学和研究魏玛共和与纳粹德国的历史学家。布拉赫生于斯图加特，1948年获得蒂宾根大学古典学哲学博士学位，随后1949年到1950年间在哈佛大学学习。第二次世界大战期间，他在德国国防军中服役，并于1943年在突尼斯服役时被美军俘获。随后作为战俘被关在堪萨斯康考迪亚营。布拉赫1950年到1958年间在柏林自由大学讲学，并从1959年起在波恩大学任教。1951年，布拉赫与迪特里希·潘霍华的侄女多萝茜·施莱赫结婚。他们有两个孩子。

## 史学观点

### 研究魏玛的崩溃
布拉赫主要关注民主制的维护和发展问题。布拉赫在他所有著作中贯穿了人权价值、多元化与宪法价值的观点，同时号召德国与西方的民主价值观结为同盟。他把民主制度视为易碎的制度，并提出只有对此关切的公民力量能予以担保。这一主题始于布拉赫1948年出版的第一部书籍《Verfall und Fortschritt im Denken der frühen römischen Kaiserzeit》，此书关注罗马共和国的垮台及奥古斯都的崛起。他1955年的书籍《Die Auflösung der Weimarer Republik》（魏玛共和的瓦解）是他最著名的著作，其中他不把德国民主制的崩溃归咎于“德意志特殊道路”或者其他非个人力量的因素，而是有意选择的人为行动。在这本书中，布拉赫否定了“Sonderweg”分析和作为马克思主义理论的作为资本家“策划”结果的国家社会主义（《凡尔赛和约》导致魏玛共和国崩溃），以及把纳粹专政简单视为“命运”安排的结果的观点。布拉赫在《魏玛共和的瓦解》中引入的的结合政治科学和历史学的方法论在1950年代被认为是高度革新并且有争议的。德国历史学家艾伯哈德·科尔布写道《魏玛共和的瓦解》在魏玛共和的消亡方面“作为一部研究的著作仍是出类拔萃的”。布拉赫写道即使几乎所有德国人都拒绝凡尔赛和约，对于1930年3月“总统制政府”的来临或9月国会选举开始的纳粹党的崛起这都没有任何作用。布拉赫进一步写道魏玛时代的司法系统已经为审判而政治化，几乎所有人都从他们在帝国时代的经历起步，倾向于把用于政治犯罪的非常宽松的判决实施于权利的名义下。在《魏玛共和的瓦解》中，布拉赫写道司法系统对魏玛共和的崩溃有一部分责任，“为其被专制与极权的运动打下台做了贡献。”
布拉赫指出魏玛共和消亡的开始伴随着1930年海因里希·布吕宁政府开始的“总统制政府”的来临，总理不受国会支配，却使用“25/48/53公式”，就是是合法的，但违背了宪法第54条特别规定的总理和他的内阁对国会负责的精神。布拉赫坚称德国民主制的终结不是不可避免，却由于德国领导人做出具有“关键的错误和失败”的有意的选择，尤其是总统保罗·冯·兴登堡。在《魏玛共和的瓦解》中，布拉赫指出共和国的失败经历了几个阶段：
- 随着布吕宁身为内阁成员只受第48条而不是国会支配而“失去权力”。[5]
- 随着弗朗茨·冯·帕彭和库尔特·冯·施莱谢尔为民主政治十分沮丧，但都不能在他们很短的任期内建立新的体系而“权力真空”。[5]
- 1933年纳粹党“取得权力”。[5]

应该注意到布拉赫所写的“失去权力”和“权力真空”表示的是民主体制的衰败，不是国家的软弱。科尔布提到1930-33年间魏玛国防军、官僚、警察和上述的冯·兴登堡总统都把他们权力的激增，以及那时德国所发生的事视为民主制度走向崩溃，伴随着由魏玛国防军及兴登堡总统的秘密顾问而非国会做出的日益增多的政治决策。
布拉赫指出“总统制政府”的体制用于并且有效的削弱了民主，而且对于兴登堡和他的总理是通过一个不可约束的罪行把“总统制政府”强制推行没有办法的。布拉赫分析出海因里希·布吕宁特别是他的继任者弗朗茨·冯·帕彭对德国民主制失望过，使他陷入与维尔纳·孔泽的争论，此人是在1950年代的西德作为领导地位的保守派历史学家出现第三帝国时代的著名纳粹历史学家。在1950-60年代出版的一系列文章中，孔泽提出1929-1930年德国政治变得十分无能以至于兴登堡别无选择，但是很不情愿带来的“总统制政府”只是任何类型的政体中唯一能够提供给德国的一种，而且布吕宁通过第48条的统治只是暂时的措施以图从大萧条造成的犯罪中维护民主制。作为回应，布拉赫写道一系列记载“总统制政府”计划的文章至少可以追溯到1926年，并提出1930年议会制政府没有不可约束的罪行造成“总统制政府”不可避免。布拉赫进一步提出1929-30年间没有向孔泽宣称那样的结构性的犯罪严重到兴登堡向“总统制政府”转型，反而指出兴登堡、他的秘密顾问和魏玛国防军在大萧条之前很长时间都在寻求针对民主制的所作所为。对此布拉赫指出库尔特·冯·施莱谢尔将军和海因里希·布吕宁于1929年4月做出了“总统制政府”的计划，而且只有兴登堡的欲望使得赫尔曼·穆勒政府通过了杨格计划，这个计划因1929年11月的全民公决而推迟，给了穆勒几乎一年的额外任期。
布拉赫有关布吕宁政府的分析认为这是瓦解民主制的第一步而不是像孔泽所说的去维护它的努力，在1970年布吕宁身后出版的回忆录中得到很大的支持。布吕宁，一个保守主义的天主教徒，终生未婚且从未与任何女性有过关系，在他的回忆录中透露自己是一个对兴登堡有着不健康的情感依赖的人，对他刻板地挚爱并用同性恋般的术语定为德国男子气概和力量的典型。布吕宁明确承认在他记忆里“总统制政府”的目的是踢开民主制并通过流亡的威廉二世回来恢复君主制，并长时间抱怨施莱谢尔在1932年春让兴登堡反对他，致使总统将他解任并以帕彭取而代之。值得注意的是布吕宁记忆中不反对帕彭，但是事实上是他推出同样的政策只是要他钟爱的兴登堡元帅给他一个机会，而不是在1932年5月将他解职。即使布拉赫在与孔泽的争论中获得胜利，在1971年底布拉赫对“对总统制政体的保守主义和总是太善意的观点”趋向的作为维护民主制的尝试感到后悔。在确认布拉赫分析的布吕宁回忆录出版后，布拉赫写道总统制政府的来临是“不是去维护民主制，但是是有意的一个带来独立于政党和议会的并使社会民主党排除在权力外面计划的一部分……布吕宁的政策在抵抗基于法律条文的官僚式版本的宣告和铺设通向专政的道路之间摇摆不定……他不是……魏玛共和中断之前的最后一任总理，却是破坏德国民主进程的第一任总理”。在对魏玛共和国史学史的调查中，科尔布写道1970年代以来的研究确认了布拉赫1955年第一次提出的谴责布吕宁的画面，当时相关证据不足以证明。
            

布拉赫尖锐批评了社会民主党没有抵抗弗朗茨·冯·帕彭发动的普鲁士政变眼看魏玛国防军推翻奥托·布劳恩的社会民主党政府。布拉赫写到即使魏玛国防军几乎很可能阻止任何阻力，但是：
“那里保留着最后一次示威的可能性，一个民主制度的坚定愿望显示其本身坚决主张反对一次临时的不可抗力。这或许超越了所有正当理由的切实可行的计算，使之有可能从共和国的武力的精神上和道义上的垮台中维护民主观念；其所作所为使得新的统治者道路更为困难；推迟了未来的发展并降低其影响”。
布拉赫写道那次起义一直到1932年7月，那些信仰民主制并充满高度决心的德国人都在靠边站，而且普鲁士政变后，同样一些人变得沮丧且消极，感觉他们在统治者玩弄他们的游戏，丧失了战斗精神。布拉赫有关普鲁士政变是帕彭发动的的观点也因为将他带进反对阿诺德·布莱希特的激烈争论而闻名，此人坚持没有人能对反对普鲁士政变有所作为，因为那会意味着破坏法律。布拉赫由此提出帕彭以社会民主党和共产党会合并为“联合左翼”以在德国发动马克思主义的革命的理由是毫无疑问的荒唐，并提出帕彭的目的是结束民主制，那时有机会可以破坏法律。布拉赫提出布莱希特的分析坚持帕彭的政变是不可能的是因为那意味着破坏法律仅仅是为消极状态找借口。历史学家通常同意布拉赫分析的面对那些当权者裁决非法的那些时间是有可能破坏法律的，而且普鲁士政变是会被合法化的对民主制的防守变为非法化的一个时期。

### 1960年代
布拉赫的观点中，贯穿于人为的选择导致魏玛共和的崩溃和国家社会主义的时期，国家社会主义的根源可以追溯到19世纪德国和奥匈帝国的“völkisch”意识形态，在阿道夫·希特勒的个人魅力上找到了最完全的表达方式。同样地，布拉赫抱怨太多德国人在魏玛-纳粹时期选择“为喝彩的协定和伪军事性的服从准备的一个强势的威权主义的政权”。通过对德国历史的Sonderweg解释的反对，布拉赫相信德国的一种特殊的思想状况（Sonderbewusstsein）使得第三帝国成为可能。布拉赫写到：
“德国的Sonderweg应该限定在第三帝国时代，但是作为特定的德国思想状况[Sonderbewusstsein]的力量已经作为对法国大革命的反抗而兴起，并在1870年发展壮大，在1918年重点强调。超脱了其夸大的透视观察（以及我要补充的，措辞）它成为政治中的力量，超脱了一个荒诞的现实。从民主到专政的路并非德国一个特定的情况，却是国家社会主义专政的本质对应1933–1945年德国意识形态的权力成为政治和极权主义的现实。”
布拉赫提到的Sonderbewusstsei是Sonderweg理论的原型，名义上普鲁士-德国政权在观念上作为中欧的大国而非西欧或东欧，但是在某些情况下是特别且独一无二的；这一意识形态强调对民主制的反对作为对“西方文明”的反对的一部分。
另一部与布拉赫相关的著作是1960年与沃尔夫冈·扫尔和格哈德·舒尔茨合作撰写的专著《Die nationalsozialistische Machtergreifung》（国家社会主义攫取的权力），书中描绘了1933–1934年德国社会生活一体化（Gleichschaltung）的大量细节。在对《国家社会主义攫取的权力》的评论中，美国历史学家Walter Laqueur赞扬了布拉赫、扫尔和舒尔茨他们拒绝参与辩护，以及自愿解答纳粹统治下的德国人的行为的问题。在同样的评论中，Laqueur表达出了对威廉·劳伦斯·夏伊勒《第三帝国兴亡史》那样的畅销书的遗憾，同时对于《国家社会主义攫取的权力》那样被Laqueur当作比夏伊勒绝佳的学术著作没有翻译成英语，使后者成为最畅销的书。

布拉赫主张纳粹德国是一个极权主义政权，其中布拉赫坚持卡尔·约阿西姆·弗里德里希和兹比格涅夫·布热津斯基发展的“极权主义类型学”过于僵化，而且极权主义模型需要建立在细致的经验分析之上。在布拉赫的观点中，和弗里德里希和布热津斯基的著作没能在“革命动态”中加以斟酌其中布拉赫提出了极权主义的“核心准则”。对于布拉赫而言，极权主义的本质是与一个涵盖一切的意识形态，威权主义的领导人的价值观，以及对国家和社会公共意识形态的伪造（这从民主制“开放”的理解中区分出了极权主义“封闭”的理解）一起的对社会的所有方面的控制和再造的总体宣扬。在布拉赫的观点中，“政治是国家权力的构造”，而且在他的观点中，历史学家的传统方法须由政治科学的方法支持以正确理解政治史。在史学专业中他自己的领域的以纳粹-魏玛时期的为名的著作的谈话中，布拉赫声称：
“不是对于希姆莱、鲍曼和海德里希，也不是对于纳粹党，但是对于希特勒德国人自认为热情。在此存在着一个基本的问题，尤其是对于德国历史学家……去认定过去的这一关键错误的来源并去研究它而不轻视它仍然是德国历史学术成就的一个任务。忽视它意味着失去了对事实的承诺。” 
布拉赫高度批判了马克思主义的第三帝国观点，这一观点把纳粹的领导者视为巨商操控的傀儡。在布拉赫的观点中，准确的反驳是与从属于纳粹统治的商业活动存在的“政治优先”状况而不是马克思主义历史学者坚持的“经济优先”。布拉赫提出纳粹的行动听命于纳粹意识形态理论，商业利益只是像社会的其他任何部门那样在很大程度上服从于专政，而且自从纳粹的行动常常不和于纯粹的经济观点看法的逻辑，“政治优先”占了上风。

不同于常常与左翼历史学家有关的第三帝国的功能主义观点，布拉赫写道它尝试：
“对立‘旧式的开明的’极权主义理论及讨论相对化的解释，强调‘即兴发挥的’权力的政治以及国家社会主义的统治地位。左翼的解释像是去开罪行和责任的问题去支持更现代、现实主义的分析。但这样做他们会滑到对于国家社会主义本身的新的轻视和庸俗化的危险。他们的分析也带来了这个，换句话说，含糊其辞的在讨论法西斯主义与现实。”
1960年代，布拉赫是由恩斯特·诺尔特代表的泛法西斯主义理论主要批评者。布拉赫批评泛法西斯主义的整体观念为知性上站不住脚，并指出那是一部分德国人的个人选择作为对诺尔特的导致国家社会主义的“后设政治学的”的哲学观念的反驳。布拉赫的代表作，1969年的著作《Die deutsche Diktatur》（德国的独裁者）部分程度上是为反驳诺尔特的泛法西斯主义理论而写的，反而展现了作为人为行动造就并支持的极权主义之治的纳粹独裁的画面。在《德国的独裁者》中，布拉赫反驳了泛法西斯主义的理论，反而用极权主义的理论和社会科学的方法去解释纳粹德国。作为把历史学作为社会科学的倡导者，布拉赫表现出了对诺尔特泛法西斯主义的哲学理论的强烈不满。在1971年的评论中，美国历史学家Lucy Dawidowicz称《德国的独裁者》是“……一部举世无双的卓越作品，结合了最细致的客观现实和对民主精神的强烈的承诺”，1989年，英国历史学家Richard J. Evans称《德国的独裁者》是“有价值”的著作。
布拉赫常常批评由马丁·布罗萨特和汉斯·莫姆森等学者主张的对第三帝国机能主义-结构主义的解释并宣称他们对希特勒的观点是一个“软弱的独裁者”。在布拉赫的观点中，希特勒是“第三帝国的主宰”。而通过布拉赫提出的观点元首是在第三帝国的背后驱动武力，他是指出纳粹德国是有良好组织的而不是纳粹分子喜欢伪装的第一个历史学家。在1956年的论文中，布拉赫提到“竞争对手之间的对抗情绪元首无所不能的关键地位中单独地解决了”，造成了“……权力团体和来自互不相容的个人关系的复杂的共生体和地位”。不像机能主义者，布拉赫视这一混乱为希特勒一部分有意的“划分和治理”战略的一部分，并指出没有观点可指出希特勒受自下而上的压力的驱动或者他的权力受任何方式的限制。而一方面布拉赫同意机能主义者注重的第三帝国决策制定的高度自我组织的本性。布拉赫评论纳粹的统治“仍然处于始终即兴组织的状态”。

### 1970年代
在1971年一篇纪念德意志统一100周年的短文里，布拉赫反驳了奥托·冯·俾斯麦是今日联邦共和国之“祖父”的说法，并提出那些史学家所宣称的俾斯麦的第二帝国与联邦共和国之间的联系是完全错误的。布拉赫坚持1949年联邦共和国的建立是与德国历史上所发生过的任何事情有着决定性的分界。布拉赫声称联邦共和国具有民主政体，尊重个性、全民平等、法治及其多元化、宽容的社会与俾斯麦视野中的为维持“容克”的权力存在军事化的、威权主义的政权控制的严苛的等级社会毫无关系。布拉赫写道现代联邦共和国的成功与“俾斯麦时代的传统”毫无关系，并称“1871年政权的崩溃”是“全新的德意志国家的前提和起始点”。布拉赫坚持“其次，完全成功的民主制度在德国是不可想象的，没有1871年帝国的最终失败是不可能的”。
在1976年出版的题为《The Role of Hitler: Perspectives of Interpretation》的短文中布拉赫提出希特勒在他所属的时代被严重低估了，而且那些拒绝极权主义模型而支持法西斯主义模型的历史学家处在犯下同样错误的危险中。在布拉赫的观点中，希特勒是“世界历史性”的人物，被认为是德意志民族主义最为激进的类型以及最具破坏性的革命的化身，而且那些强加了希特勒的个性，因此国家社会主义正确称呼是“希特勒主义”。在他论文中，布拉赫坚持希特勒本身在许多方面有某种意义上缺乏的“非人的”对于传记作家来说的任何现实的兴趣，但是指出希特勒那些平凡的气质致使他先在魏玛共和国，然后在1930年代的国际舞台被竞争对手和同盟低估了。同时，布拉赫告诫了像他指出的格哈德·里特那样的历史学家的希特勒“妖魔化”的辩护趋向，让许多德国人只是在“魔鬼”希特勒头上责怪纳粹的罪行。其中布拉赫批评了不够充分的英雄史观，布拉赫指出宣称社会发展比个人角色更重要的社会史学家是错误的。
布拉赫写道1970年代的“希特勒风波”对希特勒看起来很反常的狂热带来过去三十年的所有关键事件或者冷战、斯大林主义兴起与衰落、匈牙利起义、苏伊士战争、越战和苏联入侵捷克斯洛伐克这些事件的年代，希特勒即使死了，仍在所有这些时间里留下了些许“背影”。布拉赫指出对希特勒的痴迷是由于“希特勒主义额外的特性造成的不可避免且持续的耸人听闻的感观，这可以当作是现代成吉思汗主义的一种或者常被认为德国人代表性的残酷的效率与超级人物的意志力的结合的例子，用以恐吓或者崇拜，或者两者兼有”。布拉赫提出希特勒代表了一种有别于18和19世纪历史学家建立的历史伟人传统标准领导者的新的类型：“希特勒，和以他方式的斯大林代表了一种大型运动和政党领导人的新的类型，结合了狂热的意识形态癖好素质和技巧超群的煽动，并取代了作为历史人物伟大特质的传统的政治家和勇士”。1976年的作品中，布拉赫一再警告回归到“伟人”的历史学派，警示“伟人”类型的历史学家在极权统治中是有代表性的，随着“伟人的历史”作为历史的这一概念不但在纳粹德国和法西斯意大利得到推广，而且“……也在共产党统治的地方，虽然完全处于集体主义的教条的反面，可是在有魅力的领导人发动的群众动员的心理特征中保留下来。这一领袖崇拜及伪信仰的尊敬和崇拜的很好的例子有列宁和斯大林，毛主席以及朝鲜神化金日成”。然而在同时，布拉赫提出在极权统治之下，领导者的地位取决于其特殊的定义意味着塑造历史过程中有过大的角色，由此使得对领导人的研究成了理解这些统治的前提。
在布拉赫的观点中，希特勒的崛起不是不可避免的，而且1933年1月30日总理的主要职责移交给希特勒取决于保罗·冯·兴登堡总统的秘密顾问。布拉赫写道兴登堡在1933年1月30日选择不同的方式委任希特勒为总理会将德国历史带入完全不同的方向，由此意味着随着1934年兴登堡的去世，他必然担起1933-45年间所发生的任何事情的超级责任，对希特勒的委任是对兴登堡来说的一个不必要的完全没有正当理由的行动。然而布拉赫提出一旦希特勒掌控权利，他用他的权威推出完全的变革在政治上摧毁希特勒的反对派，如德国社会民主党，以及他的盟友，如决定“服从”纳粹运动的德国国家人民党。布拉赫提出因为希特勒是纳粹运动的非常中心以致国家社会主义的命运非常纠缠于希特勒的命运是正确的，如上所述，谈论国家社会主义为希特勒主义，而且因此通过他们的行动明显引发的事件反之不会发生证明希特勒作为个人在历史中的地位。另外，布拉赫坚称希特勒的重要性来源于他成为德意志民族主义的特别激进类型最有效的说明者，这允许反而会被历史学家忽略的思想以恐怖的实现来临。
通过布拉赫提出拉尔夫·达伦多夫、大卫·舍恩鲍姆和亨利·阿什比·图纳等人的作品中国家社会主义寻求反现代的目标导致一个无意中的现代化进程被赞扬，布拉赫感觉到现代化与国家社会主义的本质相差太远的问题，他指出世界上的极权的革命式的改造伴随着残忍的种族主义和社会达尔文主义路线。在布拉赫的观点中，希特勒革命企图发泄的除一种走火入魔的种族主义之外，还有道义上的革命。布拉赫提出纳粹革命企图毁坏友谊、仁爱等等的传统价值观，并以诸如残忍、野蛮及破坏性的价值观取而代之。布拉赫提出由于反犹主义对于希特勒的世界观是至关重要的，而且其以对欧洲犹太人的大灭绝为表现形式等等的后果反对任何泛法西斯主义观念是由于布拉赫相信法西斯主义的理论不能解释说明犹太人大屠杀。布拉赫提出一般的法西斯主义理论有着不加区别地把针对法西斯观念的太多迥异的现象以任意的知识性的用法加以归结的错误，并以法西斯术语笼统的抨击任何人所不齿的。随着对犹太人大屠杀起源的注重，他成为坚定的蓄意主义者。在他看来对欧洲犹太人群体灭绝的整个计划起自阿道夫·希特勒的反犹仇恨。
布拉赫提出“希特勒所赞成的一个深重、盲目和冷酷的基本准则”是反犹主义，提到屠杀犹太人在二战期间对于希特勒来说十分重要，出自纯粹军事观点的看法的来源可能会更加投入于战斗而不是倾向于大屠杀。1981年，英国马克思主义史学家Timothy Mason在他的著作《The "Fuehrer State" : Myth and reality》中题为《Intention and explanation: A Current controversy about the interpretation of National Socialism》的论文里创造了“蓄意主义”的术语作为回击布拉赫与Klaus Hildebrand的一部分都被Mason指责过分集中于希特勒作为对犹太大屠杀的解释。
布拉赫相信极权主义无论来自左翼还是右翼，都是对全世界民主制度的威胁，而且提出苏联和纳粹德国之间的不同是某种程度上的，不是某一类型上的。布拉赫反对泛法西斯主义的反对还常常促使学者拒绝像“激进左翼”主张那样的“极权主义”的法西斯主义理论以支持“民主”的极权主义理论作为解释纳粹专政的方式。尤其是布拉赫指出法西斯意大利和纳粹德国具有这些基础性质的不同以致任何泛法西斯主义的理论不被历史证据支持。他是一名亲美人士，还是为数不多的完全支持冷战时期美国的外交政策的德国教授之一。而布拉赫没有对法西斯意大利的同情倾向，写到贝尼托·墨索里尼的崛起“通过一个保守派和进步派、反共及国家社会主义者、反对变革和革命目标的结合诉诸所有阶级”并且大量运用“直接行动”，墨索里尼在1919年“走向对自由民主制的战争”。布拉赫是联邦共和国的价值观始终如一的支持者，而且他的美国朋友反对东德及其支持者苏联的价值观。1960、1970和1980年代他常常抨击左翼和新左翼知识分子，尤其是越战中的美国和西德的行动与纳粹德国的比较。对布拉赫而言，这些抨击有对纳粹罪行荒唐的庸俗化及推进共产主义事业的险恶的尝试。布拉赫提出1970-80年代西德的失败和不稳定的情绪与1920-30年代不同。1969-74年，布拉赫支持维利·勃兰特总理的社会民主党-自由民主党政府和他的东方政策，提出联邦共和国早该承认奥德河-尼斯河线。1970年代中期，布拉赫反对社会民主党，指出西德太多的人天真并无忧无虑地轻视苏联共产主义的威胁。布拉赫始终自视为自由主义者，反对左翼和右翼的极权主义，一个立场使他同时抨击保守主义和共产主义。
在他1976年著作《Zeitgeschichtliche Kontroversen》中，布拉赫批评了马克思主义新左翼对纳粹时代的解释，理由是这类的解释“在国家社会主义意识形态和极权主义方面缩小到1933-45年间野蛮行为的消失为道义上的现象的范围”，布拉赫感到那意味着“……新一波庸俗化甚至辩护开始了”。在他1977年发表在《Historische Zeitschrift》杂志上的题为《Zeitgeschichte im Wandel der Interpretationen》的短文中，布拉赫提出1960年代末的学生运动导致“马克思主义的复兴”并伴随“新左翼”运动日益掌控大学课程。其中布拉赫感到一些价值观产生的成果，太多所产生的按他的观点的出版物以“简略的武装”写成，其中“以学术的背景和名义推行的意识形态的斗争”有着学术标准上的侵蚀性的效果。布拉赫写道1960年代末的学生运动“政治化而且常常……反对性地曲解”历史学家的成果。在他1978年著作《Schlüsselwörter in der Geschichte》中，布拉赫警告新左翼和他与之相关联的“极权主义的诱惑”，最重要的是红军派恐怖主义团体是对西德民主制度的严重威胁，并称那些学者在他们分内这类倾向发生之前予以回击为时太晚。布拉赫警告政治体系之外进行的“和平”和“绿色”运动推出了另类的乌托邦系统的一个激进版本，他警告民主制度中的潜在危机持续会导致逐渐削弱德国民主制度。西德左翼分子又攻击布拉赫是新纳粹主义并给他贴上“美国走狗”的标签。布拉赫特别地警告“通过从人物和事件的历史理论化和意识形态化的异化，去显示和实行作为主导对资本主义和民主的当代批判主题的取向”。随着同样的主线，布拉赫批评回归到他认定为粗鲁的1920-1930年代共产国际理论把民主制标记为“晚期资本主义”和“晚期资产阶级”统治形式，以及新左翼把联邦共和国表示为纳粹政权“复活”的做法。

### 1980年代
在他1982年著作《Zeit der Ideologien》（意识形态的时代）的引言中，布拉赫写到“当认识到高度倾向性的政治期望被发现以破除某些限制降临的时候，出现了一种对峙的重现，在德国尤为令人痛苦，而且是通常被认为已经克服了的”。布拉赫抨击共产主义所宣称的以“科学规律”得出的历史法则“是其相对论的鼎力支持者和同情者，而且是其特别偏执且强迫性的特性”的源头。布拉赫写到：“共产主义政治有一些神秘，有一些对个人的理性能力的超越，有一些东西完全只有集体及其领导者享有”，这些促使其本身“只由精英人士通晓”。作为他批评共产主义的一部分，布拉赫写到：
“没有对精英的超越国家的能力的制约……其道义和智力上的极权主义伪科学的正当性和政治上的强制力，同时表现出了共产主义意识形态的力量和虚弱。它可以从现代的复杂世界的怀疑中带来救世主，但必定会一再的加入到与复杂性的现实的冲突中来。”
在1986-88年的Historikerstreit（历史学者的争论）当中，布拉赫在1986年9月6日《法兰克福汇报》出版的致编者信中提出没有令任何一方感到新意的东西。布拉赫写到他认可的约阿希姆·费斯特论文“Encumbered Remembrance”有关纳粹和共产罪行在道义上同一性，即使他保留了费斯特对恩斯特·诺尔特的德国国家社会主义作为一种极端，而对苏联共产主义的合理回应的“任意的联系”理论的支持的沉默。布拉赫提出“两个意识形态（共产主义和纳粹主义）的‘极权主义’力量束缚整个人并诱引和征服他”。布拉赫指出尤尔根·哈贝马斯和恩斯特·诺尔特“把极权主义的概念和法西斯主义的膨胀与公式视为禁忌”。布拉赫抱怨有关“政治上的两级分化”争端使历史学家忽视了共产主义和国家社会主义的“可比性”。布拉赫在信的末尾写出国家社会主义或共产主义通过对比都没有失去“……他们各自“单一的”非人性。二者都没有建立在那一基础上的愧疚感。”
在历史学者的争论当中，布拉赫主要保持旁观者的立场。在1987年3月14日的写作中布拉赫称他把Historikerstreit看作德国人对近期历史的一种Doppelbödigkeit（模棱两可）的感观。布拉赫指出联邦共和国是为德国人民的忠诚而竞争的两个敌对的德意志政权之一，两种统治的继承国由与对过去不一样记忆的两代人占据。布拉赫对德国人写道“当前争论的忧虑不仅仅是不能简单赋予历史意义的‘过去的’极权主义的起源和意义，但不是简单的结束轻视的世俗的距离”。布拉赫指出鉴于“过去的沉重负担”，西德可能容易堕入专政。布拉赫把对西德民主制的主要威胁视为是从左翼而来的。布拉赫指出和平和绿色运动是在“民主和专制的边界之间”摇摆不定，并警告极左绿色和平运动可能容易成为“救世主的伪宗教概念”的工具以至西德可能回到极权主义。布拉赫声称1980年代末的状况“在我们对法西斯主义太过宽泛的概念的批评被来自诺尔特通过哈贝马斯在议院权力以外的抗议的前线反对的时候”与1960年代末相同。
后来在1980年代，布拉赫定义极权主义是任何不允许对手的具有绝对的意识形态特征的政权体系；有层级分明的组织并处于政权掌控之下的一个大规模运动；对媒体的控制；以及对经济的国家控制。此外，布拉赫主张极权主义不仅仅是两次世界大战之间的产物，却是随着现代技术允许社会的极权控制的很大可能性的现代的非常产物而超过了1920、30和40年代所出现的。布拉赫指出在今日世界基本的划分界限不是在左翼和右翼之间或社会主义和资本主义之间，而是在民主和专政之间。布拉赫批评了那些左翼知识分子咒骂美国那样的民主政体是为资本家服务的同时称赞共产主义古巴那样“进步”的专制政体坚持在道义上欺骗的价值观。
布拉赫在联邦共和国的观念最早的支持者中脱颖而出为“后民族民主主义”或者被称为“宪政爱国主义”，一个对于德国人来说是新的定义。布拉赫指出在第三帝国造成的创伤中，以种族主义术语Deutschtum（德国性）定义的建立在“血与土”意识形态之上的传统的德意志民族主义由其与纳粹主义的关联在道义上被大大的损害了，而且由过去普鲁士帝国主义的Obrigkeitsstaat（威权政权）推动的价值观不适用于民主社会，由此需要新的价值观。作为替代，布拉赫呼吁新的德意志民族主义定义为对民主制的保证和1949年基本法（宪法）的坚持人文的价值观对德国人来说的意义的中心。布拉赫提出用倾向于基本法及其价值观的德国人基本的忠诚“宪政爱国主义”反对传统的“民族主义的爱国主义”，建立一个会应用到不分性别、宗教、肤色或民族的所有人的新的基于基本法的忠诚感的新德意志国家认同。许多“民族主义的爱国主义”的支持者像历史学家哈根·舒尔泽提出布拉赫的“宪政爱国主义”过于乏味且抽象，坚持称德国人需要一个比忠于基本法更强烈的黏合剂 以建立合理的国家认同感，由此要求对国家的忠诚。1970-80年代，布拉赫出版了一系列呼吁“宪政爱国主义”和“后民族民主主义”的论文重新定义Deutschtum为属于一个民主政权的共和主义者并反对民族政权的旧定义。布拉赫的努力所取得的这类成就是许多年轻人从1980年代起信奉他的“宪政爱国主义”观点作为一种肯定成为德国人的自豪感的方式。1989-1990年，布拉赫对东德专政的倒台和德国统一表示欢迎。布拉赫没有感到东德统一社会党专制是在道义上等同于纳粹的统治，但他指出在东德共产之治下令人难受的记忆应予以保留并阻止任何回到共产主义的尝试。

### 1990年代
1990年代，布拉赫提出通过展望民主在对抗极权中有了很大改进，他警告这没有时间可以扬扬得意。1992年，布拉赫写到民主制度作为一个政体“自我节制并洞察人的缺点，就像专政是人的意识形态上的傲慢的统治。”布拉赫主张在1989年以后的世界对于民主制有着比1914-89年更好的机会，只有在未来的世界建立并维护一个公民社会是困难的工作，而且这一任务可能从来没有完结。在他1992年著作《Turning Points in Modern Times》中，布拉赫抨击诺尔特宣称的德国国家社会主义不过是苏联的“镜像”。布拉赫写道诺尔特的著作把残暴的种族主义“平凡化”，布拉赫声称通过表明国家社会主义的核心仅仅是苏联社会主义的“复制”以及由此不是和苏联同等的罪恶。在2003年《明镜》新闻杂志的采访中，布拉赫高度批评了总理格哈特·施罗德反对伊拉克战争，并告诫不要用反美赢得选举作为德美关系的潜在破坏，这一发展令布拉赫感到痛惜。他于2016年9月19日去世，享年94岁。美国历史学家Jeffrey Herf在讣文中写道：
“布拉赫在《德国的独裁者》当中考察过的有关自由和民主制度的忧虑在我们的时代里找到了回声。我们的制度比远比那些在魏玛共和时代的更稳定，但是威权主义和阴谋论的表现却在西方政治中增长。因此布拉赫有关1930年代民主制在德国是怎样被破坏的著作仍有令人不安的相关性。而且，极权主义意识形态和政治的时代不会随着欧洲共产主义的垮台而结束。用布拉赫的标准，它仍在继续，尤其是在最近几十年的一些推动了恐怖主义的伊斯兰运动中。极权主义改变了地理位置文化坐标，但是它的不人道的性质和不合理性值得与20世纪的前身相比较。同样，在此，卡尔·布拉赫的著作在很多年里对于纳粹和共产专政的历史学家和面临多种狭隘的挑战世界上自由民主制的拥护者都将仍然是重要的。”

## 荣誉
- 美国文理科学院荣誉院士
- 英国国家学术院院士
- 美国哲学会会员
- 柏林历史委员会会员
- 德国语言与文学学会会员
- 北莱茵-威斯特伐利亚学院会员

## 作品
- Verfall und Fortschritt im Denken der frühen römischen Kaiserzeit: Studien zum Zeitgeühl und Geschichtsbewusstein des Jahrhunderts nach Augustus, 1948.
- Die Aufösung der Weimarer Republik: eine Studie zum Problem des Machtverfalls in der Demokratie 1955.
- "Stufen totalitärer Gleichsaltung: Die Befestigung der nationalsozialistischen Herrschaft 1933/34" pages 30–42 from Vierteljahrshefte für Zeitgeschichte, Volume 4, Issue # 1, January 1956, translated into English as "Stages of Totalitarian "Integration" (Gleichschaltung): The Consolidation of National Socialist Rule in 1933 and 1934" pages 109-128 from Republic To Reich The Making of the Nazi Revolution Ten Essays edited by Hajo Holborn, New York: Pantheon Books 1972, ISBN 0-394-47122-9.
- co-edited with Annedore Leber & Willy Brandt Das Gewissen steht auf : 64 Lebensbilder aus dem deutschen Widerstand 1933-1945, 1956, translated into English as The Conscience in Revolt : Portraits of the German Resistance 1933-1945, Mainz : Hase & Koehler, 1994 ISBN 3-7758-1314-4.
- co-written with Wolfgang Sauer and Gerhard Schulz Die nationalsozialistische Machtergreifung: Studien zur Errichtung des totalitären Herrschaftssystems in Deutschland 1933-34, 1960.
- “Problems of Parliamentary Democracy in Europe” pages 179-198 from Daedalus, Volume  93, Issue # 1 Winter 1964.
- Deutschland zwischen Demokratie und Diktatur: Beiträge zur neueren Politik und Geschichte, 1964.
- Adolf Hitler, 1964.
- Die deutsche Diktatur: Entstehung, Struktur, Folgen des Nationalsozialismus, 1969, translated into English by Jean Steinberg as The German Dictatorship; The Origins, Structure, and Effects of National Socialism; New York, Praeger 1970, with an Introduction by Peter Gay.
- Das deutsche Dilemma: Leidenswege der politischen Emanzipation, 1971, translated into English as The German Dilemma: The Throes of Political Emancipation, London: Weidenfeld & Nicolson, 1975 ISBN 0-297-76790-9.
- Die Krise Europas, 1917-1975, 1976.
- Zeitgeschichtiche Kontroversen: Um Faschismus, Totalitarismus, Demokratie, 1976.
- "The Role of Hitler: Perspectives of Interpretation" pages 211-225 from Fascism: A Reader's Guide, edited by Walter Laqueur, Harmondsworth, 1976, ISBN 0-520-03033-8.
- Europa in der Krise: Innengeschichte u. Weltpolitik seit 1917, 1979.
- (editor) Quellen zur Geschichte des Paramentarimus und er politischen Partein, Bd 4/1 Politik und Wirtschaft in der Krise 1930–1932 Quellen Ära Brüning Tel I, Bonn, 1980.
- Geschichte und Gewalt: Zur Politik im 20. Jahrhundert, 1981.
- “The Disputed Concept of Totalitarianism,” pages 11–33 from Totalitarianism Reconsidered edited by Ernest A. Menze, Port Washington, N.Y. / London: Kennikat Press, 1981, ISBN 0-8046-9268-8.
- Zeit der Ideologien: Eine Geschichte politischen Denkens im 20. Jahrhundert, 1982, translated into English as The Age Of Ideologies : A History of Political Thought in the Twentieth Century, New York : St. Martin’s Press, 1984, ISBN 0-312-01229-2.
- co-edited with Hermann Graml Widerstand im Dritten Reich : Probleme, Ereignisse, Gestalten, 1984.
- Die Totalitäre Erfahrung, 1987.
- "Der historishe Ort des Zweiten Weltkrieges" pages 347-374 from 1939-An Der Schwelle Zum Weltkrieg: Die Entfesselung Des Zweiten Weltkrieges Und Das Internationale System edited by Klaus Hildebrand, Jürgen Schmadeke & Klaus Zernack, Berlin: Walter de Gruyter & Co 1990, ISBN 3-11-012596-X.
- Wendezeiten der Geschichte: Historisch-politische Essays, 1987-1992, 1992, translated into English Turning Points In Modern Times : Essays On German and European History, translated by Thomas Dunlap ; with a foreword by Abbott Gleason, Cambridge, Mass. : Harvard University Press, 1995, ISBN 0-674-91354-X.
- co-edited with Manfred Funke & Hans-Adolf Jacobsen Deutschland 1933–1945. Neue Studien zur nationalsozialistischen Herrschaft, 1992.
- co-written with Eberhard Jäckel; Johannes Gross;, Theodor Eschenburg & Joachim Fest Geschichte der Bundesrepublik Deutschland, 1994.
- Geschichte als Erfahrung. Betrachtungen zum 20. Jahrhundert, 2001.
- co-edited with P. M. Brilman & H. M. Von Der DunkJustiz und NS-Verbrechen, 2008.
- co-edited with Hans-Adolf Jacobsen, Volker Kronenberg, & Oliver Spatz  Politik, Geschichte und Kultur. Wissenschaft in Verantwortung für die res publica. Festschrift für Manfred Funke zum 70. Geburtstag, 2009.

## 扩展阅读
- Anthon, Carl Review of Die nationalsozialistische machtergreifung: Studien zur errichtung des totalitären herrschaftssystems in deutschland 1933/34 pages 715-716 from The American Historical Review, Volume 67, Issue # 3, April 1962.
- Balfour, Michael Review of The German Dilemma: The Throes of Political Emancipation page 579 from International Affairs, Volume 51,  Issue # 4 October 1975.
- Bonham, Gary Review of The German Dilemma pages 631-651 from World Politics, Volume 35, Issue # 4, July 1983.
- Cooling, B.F Review of The German Dictatorship: The Origins, Structure, and Effects of National Socialism page 35 from Military Affairs, Volume 36,  Issue # 1, February 1971.
- Dawidowicz, Lucy S. Review of The German Dictatorship: The Origins, Structure and Effects of National  Socialism pages 91–93 from Commentary, Volume 52, Issue # 2, August 1971.
- Dawidowicz, Lucy S. The Holocaust and the Historians, Harvard University Press, Cambridge, Mass, 1981, ISBN 0-674-40566-8.
- Dijk, Ruud van "Bracher, Karl Dietrich" pages 111-112 from The Encyclopedia of Historians and Historical Writing, Volume 1, edited by Kelly Boyd, London: Fitzroy Dearborn Publishing, 1999 ISBN 1-884964-33-8.
- Frankel, Joseph Review of The Age of Ideologies: A History of Political Thought in the Twentieth Century pages 148-149 from International Affairs, Volume 61,  Issue # 1, Winter 1984-1985.
- Freeden, Michael Review of The Age of Ideologies: A History of Political Thought in the Twentieth Century pages 268-269 from The English Historical Review, Volume 103,  Issue # 406 January 1988.
- Funke, Manfred (editor) Demokratie und Diktatur: Geist und Gestalt politischer Herrschaft in Deutschland und Europa, Festschrift für Karl Dietrich Bracher (Democracy and Dictatorship: The Spirit and Form of Political Power in Germany and Europe) Düsseldorf: Droste, 1987.
- Geck, Wilhelm Karl  Review of Die moderne Demokratie und ihr Recht. Modern Constitutionalism and Democracy. Festschrift für Gerhard Leibholz zum 65. Geburtstag. Band II: Staats- und Verfassungsrecht pages 279-281 from The American Journal of Comparative Law, Volume 16, Issue # 1/2, Winter - Spring 1968.
- Halperin, William S. Review of Die Auflosung der Weimarer Republik: Eine Studie Zum Problem Des Machtverfalls in der Demokratie pages 620-621 from The American Historical Review, Volume 62,  Issue # 3, April 1957.
- Heberle, Rudolf Review of The German Dictatorship: The Origins, Structure and Effects of National Socialism pages 1545–1550 from The American Journal of Sociology, Volume 78, Issue # 6, May 1973.
- Herz, John Review of Die Auflösung der Weimarer Republik: Eine Studie zum Problem des Machtverfalls in der Demokratie pages 533-534 from The American Political Science Review, Volume 50, Issue # 2, June 1956.
- Jay, Martin Review of The Age of Ideologies: A History of Political Thought in the Twentieth Century pages 912-913 from The American Historical Review, Volume 91, Issue # 4, October 1986.
- Jones, Larry Eugene Review of Die Deutschnationalen und die Zerstörung der Weimarer Republik: Aus dem Tagebuch von Reinhold Quaatz, 1928-1933 pages 163-165 from The Journal of Modern History, Volume 64, Issue # 1, March 1992.
- Keefe, Thomas Review of The German Dictatorship: The Origins, Structure, and Effects of National Socialism pages 81–82 from The History Teacher, Volume 5,  Issue # 1, November 1971.
- Kershaw, Ian The Nazi Dictatorship : Problems and Perspectives of Interpretation, London : Arnold ; New York : Copublished in the USA by Oxford University Press, 2000 ISBN 0-340-76028-1.
- Kirchner, Doris Review of The Conscience in Revolt: Portraits of the German Resistance pages 102-102 from The German Quarterly, Volume 69, Issue # 1, Winter 1996.
- Kleinfeld, Gerald R.  Review of The German Dictatorship: The Origins, Structure, and Effects of National Socialism pages 810-811 from The Western Political Quarterly, Volume 25,  Issue # 4, December 1972.
- Laqueur, Walter Review of Die nationalsozialistische Machtergreifung: Studien zur Errichtung des totalitaren Herrschaftssystems in Deutschland 1933/34 pages 235-236 from International Affairs, Volume 37,  Issue # 2 April 1961.
- Lukacs, John The Hitler of History, New York: Alfred A. Knopf, 1997 ISBN 0-375-70113-3.
- Maier, Charles The Unmasterable Past : History, Holocaust, And German National Identity, Cambridge, Mass. : Harvard University Press, 1988, ISBN 0-674-92976-4.
- Marrus, Michael The Holocaust in History, Toronto : Lester & Orpen Dennys, 1987 ISBN 0-452-00953-7.
- Merkl, Peter Review of The German Dictatorship pages 191-193 from The Western Political Quarterly, Volume 24,  Issue # 1, March 1971.
- Neil, Robert Review of The German Dictatorship: The Origins, Structure, and Effects of National Socialism pages 172-173 from The American Historical Review, Volume 77, Issue # 1, February 1972.
- Peterson, Agnes Review of Deutschland zwischen Krieg und Frieden: Beiträge zur Politik und Kultur im 20. Jahrhundert pages 648-649 from German Studies Review, Volume 15, Issue # 3, October 1992.
- Peterson, Edward Review of The German Dictatorship: The Origins, Structure, and Effects of National Socialism pages 694-696 from The Journal of Modern History, Volume 43,  Issue # 4, December 1971.
- Piper, Ernst (editor) Forever In The Shadow Of Hitler? : Original Documents Of The Historikerstreit, The Controversy Concerning The Singularity Of The Holocaust, Atlantic Highlands, N.J. : Humanities Press, 1993, ISBN 0-391-03784-6.
- Poggi, Gianfranco Review of Zeit der Ideologien: Eine Geschichte Politischen Denkens im 20. Jahrhundert pages 498-500 from Contemporary Sociology, Volume 13,  Issue # 4, July 1984.
- Oppen, B. Ruhm von Review of Das Gewissen entscheidet: Bereiche des deutschen Widerstandes von 1933–1945 in Lebensbildern pages 97 from International Affairs, Volume 35, Issue # 1, January 1959.
- Rosenbaum, E. Review of Die Auflosung der Weimarer Republik: Eine Studie zum Problem des Machtverfalls in der Demokratie pages 101-102 from International Affairs, Volume 32, Issue # 1, January 1956.
- Treharne Jones, William "Review: Germany: Prospects for a Nationalist Revival" Review of Die deutsche Diktatur: Enstehung, Struktur, Folgen des Nationalsozialismus pages 316-322 from International Affairs, Volume 46,  Issue # 2, April 1970.
- Wiskemann, Elizabeth Review of The Conscience in Revolt: Sixty-four Stories of Resistance in Germany 1933-45 page 233 from International Affairs, Volume 34, Issue # 2, April 1958.
- Wiskemann, Elizabeth Review of Die nationalsozialistische Machtergreifung page 204 from The English Historical Review, Volume 77, Issue # 302, January 1962.
- Wiskemann, Elizabeth Review of Deutschland zwischen Demokratie und Diktatur: Beitrage zur neueren Politik und Geschichte pages 301-302 from International Affairs, Volume 42, Issue # 2, April 1966.